# Marquesado de Casa Dávila
El Marquesado de Casa Dávila es un título nobiliario español creado el 30 de octubre de 1804 por el rey Carlos IV en favor de Felipe Sancho-Dávila y Salazar, alguacil mayor de la Audiencia de Lima.

## Marqueses de Casa Dávila
|                                     | Titular                                      | Periodo                |
| Creación por Carlos IV              | Creación por Carlos IV                       | Creación por Carlos IV |
| ----------------------------------- | -------------------------------------------- | ---------------------- |
| I                                   | Felipe Sancho-Dávila y Salazar               | 1804-                  |
| II                                  | José María Sancho-Dávila y Salazar           | ? - 1834               |
| Rehabilitación por Isabel II        |                                              |                        |
| III                                 | José María Sancho-Dávila y Mendoza           | ? -1873                |
| Rehabilitación por Alfonso XIII     |                                              |                        |
| IV                                  | Rosa Julia de Osma y Sancho-Dávila           | 1925-1930              |
| V                                   | José de la Riva-Agüero y Osma                | 1935-1944              |
| Rehabilitación por Francisco Franco |                                              |                        |
| VI                                  | Carlos de Goyeneche y Silvela                | 1949 - 1953            |
| VII                                 | Juan Mariano de Goyeneche y Silvela          | 1954 - 2013            |
| VIII                                | Juan Mariano de Goyeneche y Vázquez de Seyas | 2014-actual titular    |

## Historia de los marqueses de Casa Dávila
- I: Felipe Sancho-Dávila y Salazar (Lima, 1740-), alguacil mayor de la Real Audiencia de Lima y alcalde ordinario del Ayuntamiento (1777).
- II: José María Sancho-Dávila y Salazar (Lima, 1754-1834), alcalde ordinario del Ayuntamiento (1814).

1. Casó María Manuela de Salazar y Carrillo de Córdoba
2. casó en 1817 con María Andrea de Mendoza y Sánchez-Boquete.

### Rehabilitado por Isabel II
El título fue rehabilitado por Isabel II en favor de un hijo del II marqués:
- III: José María Sancho-Dávila y Mendoza (Lima, 1815-1873), alcalde metropolitano de Lima.

1. Casó con Fortunata Nieto y Solís, hija del mariscal Domingo Nieto.

### Rehabilitado por Alfonso XIII
El título rehabilitado en 1925 por Alfonso XII en favor de una sobrina del III marqués:
- IV: Rosa Julia de Osma y Sancho-Dávila (Lima, 1852-Madrid, 1930), hija de Ignacio de Osma y Carmen Sanchho-Dávila.
- V: José de la Riva-Agüero y Osma (Lima, 1885-1944), VI marqués de Montealegre de Aulestia y primer ministro del Perú. Falleció sin descendencia.

### Rehabilitado
El título fue rehabilitado el 1 de julio de 1949
- VI: Carlos de Goyeneche y Silvela, iv marqués de Balbueno (1918-1998).
- VII: Juan Mariano de Goyeneche y Silvela, v  marqués de Balbueno (1921-2013).

1. María Vázquez de Seyas y Seyas

- VIII: Juan Mariano de Goyeneche y Vázquez de Seyas